# Danh sách Thủ tướng Chính phủ Việt Nam
Thủ tướng Chính phủ theo Hiến pháp 2013 hiện tại là người đứng đầu Chính phủ nước Cộng hòa xã hội chủ nghĩa Việt Nam – nhánh hành pháp của Việt Nam. Thủ tướng Chính phủ chịu trách nhiệm trước Quốc hội về hoạt động của Chính phủ và những nhiệm vụ được giao; báo cáo công tác của Chính phủ và của mình trước Quốc hội, Ủy ban thường vụ Quốc hội và Chủ tịch nước. Từ khi thành lập Chính phủ nước Cộng hòa xã hội chủ nghĩa Việt Nam năm 1976 tới nay, chức vụ Thủ tướng ở Việt Nam có nhiều tên gọi khác nhau cùng với mức độ quyền lực khác nhau ở mỗi thời kỳ như: Thủ tướng, Chủ tịch Hội đồng Bộ trưởng, Thủ tướng Chính phủ.
Thủ tướng đầu tiên của nước Việt Nam thống nhất là ông Hồ Chí Minh, chính thức ra mắt quốc dân vào ngày 2 tháng 9 năm 1945, được Quốc hội khóa I chính thức thông qua ngày 2 tháng 3 năm 1946. Năm 1976, sau thời kỳ chiến tranh (1946-1975), kỳ họp thứ nhất Quốc hội khóa VI đã bầu ông Phạm Văn Đồng, nguyên Thủ tướng Chính phủ nước Việt Nam Dân chủ Cộng hòa, tiếp tục đảm nhận vai trò Thủ tướng Chính phủ nước Cộng hòa xã hội chủ nghĩa Việt Nam.
Không có quy định pháp luật Thủ tướng Chính phủ phải là đảng viên Đảng Cộng sản Việt Nam, tuy nhiên trên thực tế ở Việt Nam, Thủ tướng Chính phủ thường là một ủy viên Bộ Chính trị Ban Chấp hành Trung ương Đảng Cộng sản Việt Nam. 

## Danh sách
Từ năm 1951, tất cả các Thủ tướng Chính phủ đều là Đảng viên của Đảng Cộng sản Việt Nam và là Ủy viên Bộ Chính trị. Khung màu xám là người giữ chức vụ Phụ trách điều hành Chính phủ (hay Quyền Thủ tướng Chính phủ).
| STT                                       | Chân dung                         | Họ và tên                         | Nhiệm kỳ                          | Nhiệm kỳ                          | Thời gian tại nhiệm               | Chính phủ                         | Ghi chú                                                                                 |
| STT                                       | Chân dung                         | Họ và tên                         | Bắt đầu                           | Kết thúc                          | Thời gian tại nhiệm               | Chính phủ                         | Ghi chú                                                                                 |
| Thủ tướng Chính phủ (1945 – 1981)         | Thủ tướng Chính phủ (1945 – 1981) | Thủ tướng Chính phủ (1945 – 1981) | Thủ tướng Chính phủ (1945 – 1981) | Thủ tướng Chính phủ (1945 – 1981) | Thủ tướng Chính phủ (1945 – 1981) | Thủ tướng Chính phủ (1945 – 1981) | Thủ tướng Chính phủ (1945 – 1981)                                                       |
| ----------------------------------------- | --------------------------------- | --------------------------------- | --------------------------------- | --------------------------------- | --------------------------------- | --------------------------------- | --------------------------------------------------------------------------------------- |
| 1                                         |                                   | Hồ Chí Minh (1890–1969)           | 2 tháng 9 năm 1945                | 20 tháng 9 năm 1955               | 10 năm, 18 ngày                   | Khóa I (1946 – 1960)              | Chủ tịch Chính phủ (1945 – 1955)                                                        |
| –                                         |                                   | Huỳnh Thúc Kháng (1876–1947)      | 31 tháng 5 năm 1946               | 21 tháng 10 năm 1946              | 143 ngày                          | Khóa I (1946 – 1960)              | Quyền Chủ tịch Chính phủ trong khoảng thời gian Hồ Chí Minh sang Pháp đàm phán (1946)   |
| 2                                         |                                   | Phạm Văn Đồng (1906–2000)         | 20 tháng 9 năm 1955               | 4 tháng 7 năm 1981 (Đổi tên)      | 25 năm, 287 ngày                  | Khóa I (1946 – 1960)              | - Thủ tướng Chính phủ (1955 – 1981) - Thủ tướng tại vị lâu nhất                         |
| 2                                         | Khóa II (1960 – 1964)             | Phạm Văn Đồng (1906–2000)         | 20 tháng 9 năm 1955               | 4 tháng 7 năm 1981 (Đổi tên)      | 25 năm, 287 ngày                  |                                   | - Thủ tướng Chính phủ (1955 – 1981) - Thủ tướng tại vị lâu nhất                         |
| 2                                         | Khóa III (1964 – 1971)            | Phạm Văn Đồng (1906–2000)         | 20 tháng 9 năm 1955               | 4 tháng 7 năm 1981 (Đổi tên)      | 25 năm, 287 ngày                  |                                   | - Thủ tướng Chính phủ (1955 – 1981) - Thủ tướng tại vị lâu nhất                         |
| 2                                         | Khóa IV (1971 – 1975)             | Phạm Văn Đồng (1906–2000)         | 20 tháng 9 năm 1955               | 4 tháng 7 năm 1981 (Đổi tên)      | 25 năm, 287 ngày                  |                                   | - Thủ tướng Chính phủ (1955 – 1981) - Thủ tướng tại vị lâu nhất                         |
| 2                                         | Khóa V (1975-1976)                | Phạm Văn Đồng (1906–2000)         | 20 tháng 9 năm 1955               | 4 tháng 7 năm 1981 (Đổi tên)      | 25 năm, 287 ngày                  |                                   | - Thủ tướng Chính phủ (1955 – 1981) - Thủ tướng tại vị lâu nhất                         |
| 2                                         | Khóa VI (1976-1981)               | Phạm Văn Đồng (1906–2000)         | 20 tháng 9 năm 1955               | 4 tháng 7 năm 1981 (Đổi tên)      | 25 năm, 287 ngày                  |                                   | - Thủ tướng Chính phủ (1955 – 1981) - Thủ tướng tại vị lâu nhất                         |
| Chủ tịch Hội đồng Bộ trưởng (1981 – 1992) |                                   |                                   |                                   |                                   |                                   |                                   |                                                                                         |
| (2)                                       |                                   | Phạm Văn Đồng (1906–2000)         | 4 tháng 7 năm 1981 (Đổi tên)      | 17 tháng 6 năm 1987               | 5 năm, 348 ngày                   | Khóa VII (1981 – 1987)            | - Chủ tịch Hội đồng Bộ trưởng (1981 – 1987) - Thủ tướng tại vị lâu nhất                 |
| 3                                         |                                   | Phạm Hùng (1912–1988)             | 17 tháng 6 năm 1987               | 10 tháng 3 năm 1988               | 267 ngày                          | Khóa VIII (1987 – 1992)           | - Mất khi tại chức - Lớn tuổi nhất khi nhậm chức (75 tuổi) - Thủ tướng tại vị ngắn nhất |
| –                                         |                                   | Võ Văn Kiệt (1922–2008)           | 11 tháng 3 năm 1988               | 22 tháng 6 năm 1988               | 103 ngày                          | Khóa VIII (1987 – 1992)           | Quyền Chủ tịch Hội đồng Bộ trưởng sau khi Phạm Hùng mất                                 |
| 4                                         |                                   | Đỗ Mười (1917–2018)               | 22 tháng 6 năm 1988               | 9 tháng 8 năm 1991                | 3 năm, 48 ngày                    | Khóa VIII (1987 – 1992)           | Rời chức vụ Thủ tướng sau khi trở thành Tổng bí thư                                     |
| 5                                         |                                   | Võ Văn Kiệt (1922–2008)           | 9 tháng 8 năm 1991                | 23 tháng 9 năm 1992               | 1 năm, 45 ngày                    | Khóa VIII (1987 – 1992)           | Chủ tịch Hội đồng Bộ trưởng (1991 – 1992)                                               |
| 5                                         | Khóa IX (1992 – 1997)             | Võ Văn Kiệt (1922–2008)           | 9 tháng 8 năm 1991                | 23 tháng 9 năm 1992               | 1 năm, 45 ngày                    |                                   | Chủ tịch Hội đồng Bộ trưởng (1991 – 1992)                                               |
| Thủ tướng Chính phủ (1992 – nay)          |                                   |                                   |                                   |                                   |                                   |                                   |                                                                                         |
| (5)                                       |                                   | Võ Văn Kiệt (1922–2008)           | 23 tháng 9 năm 1992               | 25 tháng 9 năm 1997               | 5 năm, 2 ngày                     | Khóa IX (1992 – 1997)             | Thủ tướng Chính phủ (1992 – 1997)                                                       |
| 6                                         |                                   | Phan Văn Khải (1933–2018)         | 25 tháng 9 năm 1997               | 27 tháng 6 năm 2006               | 8 năm, 275 ngày                   | Khóa X (1997 – 2002)              | Từ chức                                                                                 |
| 6                                         | Khóa XI (2002 – 2007)             | Phan Văn Khải (1933–2018)         | 25 tháng 9 năm 1997               | 27 tháng 6 năm 2006               | 8 năm, 275 ngày                   |                                   | Từ chức                                                                                 |
| 7                                         |                                   | Nguyễn Tấn Dũng (1949)            | 27 tháng 6 năm 2006               | 6 tháng 4 năm 2016                | 9 năm, 284 ngày                   | Khóa XI (2002 – 2007)             | Trẻ nhất khi nhậm chức (56 tuổi)                                                        |
| 7                                         | Khóa XII (2007 – 2011)            | Nguyễn Tấn Dũng (1949)            | 27 tháng 6 năm 2006               | 6 tháng 4 năm 2016                | 9 năm, 284 ngày                   |                                   | Trẻ nhất khi nhậm chức (56 tuổi)                                                        |
| 7                                         | Khóa XIII (2011 – 2016)           | Nguyễn Tấn Dũng (1949)            | 27 tháng 6 năm 2006               | 6 tháng 4 năm 2016                | 9 năm, 284 ngày                   |                                   | Trẻ nhất khi nhậm chức (56 tuổi)                                                        |
| 8                                         |                                   | Nguyễn Xuân Phúc (1954)           | 7 tháng 4 năm 2016                | 5 tháng 4 năm 2021                | 4 năm, 363 ngày                   | Khóa XIV (2016 – 2021)            | Chủ tịch nước (2021-2023) Thủ tướng đầu tiên bị Kỷ luật Cảnh cáo (tháng 12/2024)        |
| 9                                         |                                   | Phạm Minh Chính (1958)            | 5 tháng 4 năm 2021                | đương nhiệm                       | 4 năm, 15 ngày                    | Khóa XIV (2016 – 2021)            | Trung tướng Công an Nhân dân                                                            |
| 9                                         | Khóa XV (2021 – 2026)             | Phạm Minh Chính (1958)            | 5 tháng 4 năm 2021                | đương nhiệm                       | 4 năm, 15 ngày                    |                                   | Trung tướng Công an Nhân dân                                                            |